# バーニーズ・マウンテン・ドッグ
バーニーズ・マウンテン・ドッグ(Bernese Mountain Dog)は、大型犬の一種。通称はバーニーズ。略称はBMD。別名はベルナー・ゼネンフント、バーニーズ・キャトル・ドッグ。
スイス原産のマウンテンドッグ4犬種のうちの1種。他の3種はグレーター・スイス・マウンテン・ドッグ、エントレブッハー・マウンテン・ドッグ（Entlebucher Mountain Dog）、アッペンツェラー・キャトル・ドッグ。

## 歴史
およそ2000年以上も前から、アルプスの厳しい気候の中で、牧畜犬、護衛犬としてだけではなく、ミルクや乳製品、農産物などの輸送・運搬の際にそれらを積載した重い荷車を引くなどの仕事をしていた古い犬種。名前は原産地ベルン市にちなんでつけられたもので、山岳地での活動に耐えられる犬という意味。スイスではベルナー・ゼネンフント（ベルンの山犬）と呼ばれている。ベルンの英語読みから「バーニーズ」と呼ばれるようになった。祖先犬は、ローマ帝国がスイス侵攻時に連れてきたマスティフ種といわれる。生活地が限定的だったため地犬との交配が比較的少なくてすみ、シンボルの長く美しい被毛を維持できたと思われる。

## 外観
- 体高
  - 雄 64-67cm
  - 雌 58-66cm
- 体重
  - 雄 41-54kg
  - 雌 32-45kg
- 被毛
  - 漆黒の長毛。つやのある鮮やかな毛色が特徴的。
  - ダブルコートで白・茶・黒のトライカラー。
  - 四肢、頬、目の上、と胸に赤褐色のリッチタン・マーキングがある。
  - あらゆるマーキングは左右対称で、胸部はホワイトのマーキング。
  - 被毛は2歳をすぎた辺りからウエーブが安定してくる。
- 耳が垂れている。
- マズルが短い。

## 性格
- 温和で優しく従順。攻撃性は無いと言われている。ただし事故も発生しており、2014年には福岡県で重症事故2件[1]、2015年には和歌山県で飼い主が逮捕される事件も発生している[2]。
- 人間を慕う気持ちが強く、人との触れ合いをとても喜ぶ。反面、寂しがり屋。
- 我慢強く落ち着きがある。
- 自身の頭で考えて行動できる臨機応変さを兼ね備えている。夜中に人間がいない状態で番犬として用いられた名残のようだ。生活の中においては人間の感情の機微を察知する。
- 子犬時代はやんちゃだが、2～3歳くらいになると落ち着いてくる。

## 飼育管理上の注意点
- 屋外飼育

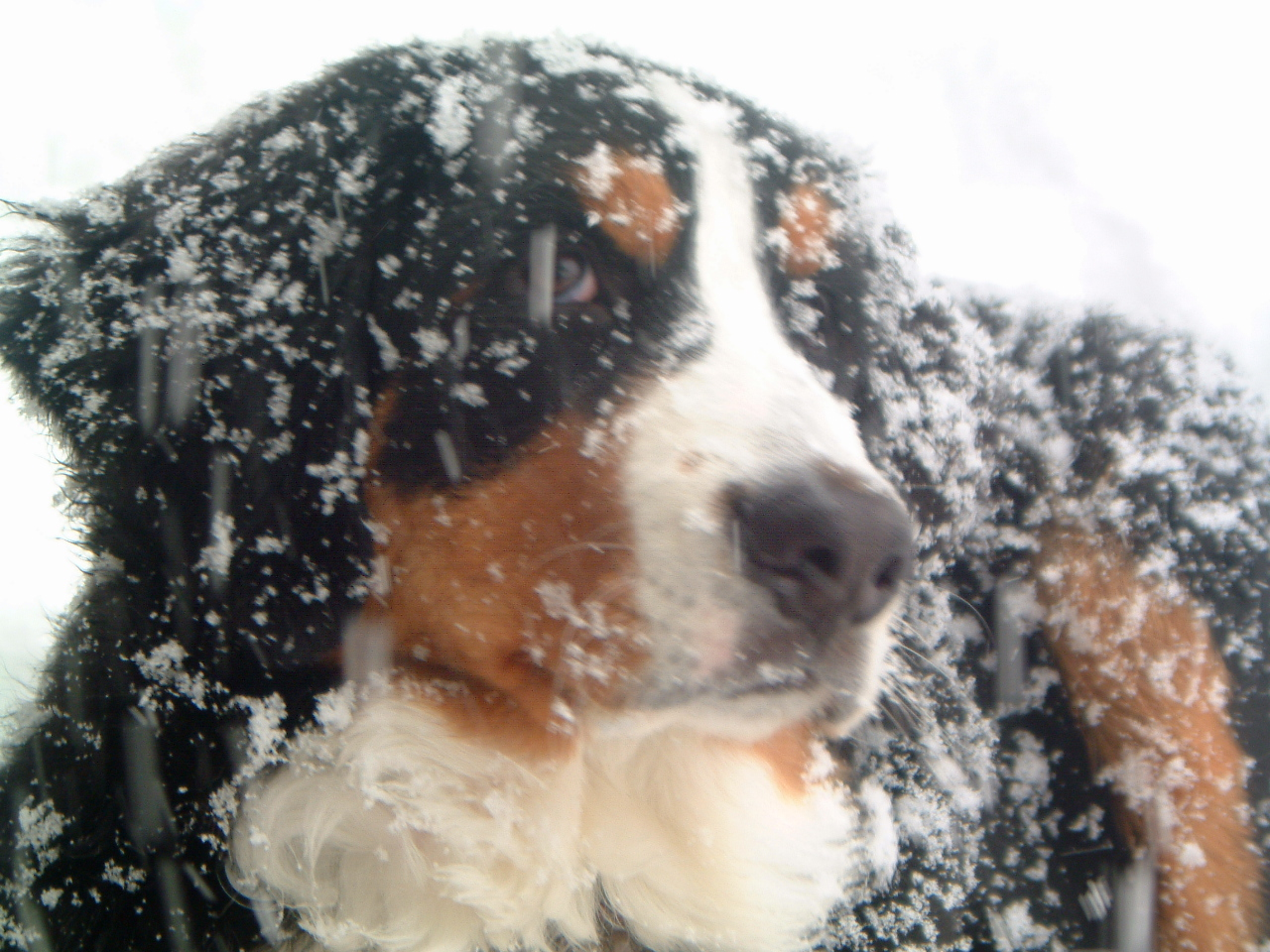
降雪の中で

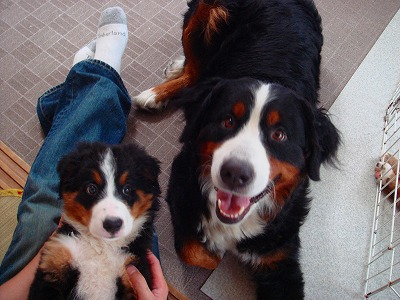
親子

  - スイス原産であるため寒い地方はもちろん、ある程度温暖な地方まで幅広く気候には順応できるが、夏場は熱中症の恐れがあるため、屋内飼育が望ましい。
  - 人との触れ合いをとても喜ぶ犬で、飼育する場合は常に触れ合える場所で管理が必要。屋外に隔離してしまうのは精神的によくない。
- 屋内飼育
  - 若い犬にはある程度のスペースが必要。遺伝により股関節が弱い場合が多々みられる為、室内がフローリングの場合にはじゅうたん等を敷き股関節に負担が掛からない様にする等の注意が必要。

## 健康上の注意点
- 股関節形成不全になりやすい。
- 暑さに弱いので、夏の散歩は涼しい時間帯に行う。
- 肥満になりやすい。肥満にさせてしまうと股関節に負担がかかり、股関節脱臼などになることがある。
- 耳が垂れているため耳垢がたまりやすいので定期的に耳掃除を行う。
- 被毛は普段なら週に1～2回、毛が抜ける時期は頻繁なブラッシングを行う。
- 胃捻転に比較的なりやすいため、食後は安静にさせる。

絶滅に瀕していた時期があり、少ない個体から数を増やしたため上記のような特定の病気や特徴が出やすい。

## 犬種の公認
- 1937年、AKC公認。
- 1987年、JKC公認。